# Sivert Heltne Nilsen
Sivert Heltne Nilsen (* 2. Oktober 1991 in Bergen) ist ein norwegischer Fußballspieler, der beim FC Aberdeen in der Scottish Premiership unter Vertrag steht.

## Karriere

### Verein
Heltne Nilsen begann seine Karriere im Kindesalter beim Volda TI (Volda Turn- og Idrottslag). Als 16-Jähriger wechselte er in die Jugendmannschaften von IL Hødd. Im August 2009 gab er sein Debüt für die erste Mannschaft des Vereins in der dritten Liga gegen Strindheim IL. Ein Jahr später gelang ihm mit Hødd der Aufstieg in die zweite Liga als Meister der Gruppe 2 in der Fair Play liga. Bis dahin hatte Heltne Nilsen sieben Ligaspiele absolviert, bis er in der zweiten Liga Stammspieler bei dem Verein aus Ulsteinvik wurde. Im Jahr 2012 gewann er mit Hødd als Zweitligist den Norwegischen Pokal. Im Finale gegen Tromsø IL stand er in der Startelf und erzielte im Elfmeterschießen ein Tor.
Im Januar 2014 wechselte Heltne Nilsen zum norwegischen Erstligisten Vålerenga Oslo. In der ersten Saison war er beim Hauptstadtverein direkt Stammspieler und blieb dies auch in seiner zweiten Spielzeit in Oslo. Er wechselte noch in der laufenden Saison 2015 zum Zweitligisten Brann Bergen. Als Vizemeister hinter Sogndal Fotball gelang am Ende der Saison der Aufstieg in die erste Liga. In der folgenden Erstligasaison 2016 wurde Brann überraschend hinter Rosenborg Trondheim Vizemeister in Norwegen.
Im Juli 2018 wechselte Heltne Nilsen mit einem Fünfjahresvertrag und einer Ablösesumme nach Dänemark zum AC Horsens. Die erste Saison in Dänemark endete enttäuschend, als sich Horsens erst in der Relegation vor dem Abstieg rettete. Im August 2019 wurde Heltne Nilsen an IF Elfsborg nach Schweden transferiert. Mit dem Verein aus Borås wurde der Mittelfeldspieler 2020 Vizemeister hinter Malmö FF. Im Januar 2021 verpflichtete der belgische Verein SK Beveren Heltne Nilsen für 450.000 €. Beim belgischen Erstligisten kam er in der Rückrunde der Saison 2020/21 nur neunmal zum Einsatz und stieg nach der Relegation gegen den RFC Seraing ab. Er wechselte daraufhin zurück nach Norwegen zu Brann Bergen, das zu diesem Zeitpunkt in der zweiten Liga spielte. Mit 23 Punkten Vorsprung wurde Brann Zweitligameister, Heltne Nilsen steuerte als defensiver Mittelfeldspieler fünf Tore bei. Im selben Jahr gewann Heltne Nilsen mit Brann zum zweiten Mal in seiner Karriere den Norwegischen Pokal. In der Eliteserien 2023 wurde Heltne Nilsen genau wie im Jahr 2016 mit Brann als Aufsteiger Vizemeister. Hinter dem Stürmer Bård Finne (16 Tore) war Heltne Nilsen mit neun Toren zweitbester Torschütze der Mannschaft.
Im Juni 2024 wechselte Heltne Nilsen für eine nicht genannte Ablösesumme und mit einem Dreijahresvertrag zum schottischen Erstligisten FC Aberdeen.

### Nationalmannschaft
Heltne Nilsen absolvierte in den Jahren 2013 und 2015 jeweils ein Länderspiel für die norwegische U23-Nationalmannschaft gegen Italien und die Slowakei.

## Familie
Sivert Heltne Nilsen ist der Sohn des ehemaligen Fußballspielers und heutigen -trainers Lars Arne Nilsen, und der Neffe des ehemaligen Fußballspielers Helge Nilsen. Sein Bruder Ola Heltne Nilsen spielt bei Åsane Fotball.